# ريكاردو سيلفا (لاعب كرة قدم برتغالي)
ريكاردو سيلفا هو لاعب كرة قدم برتغالي في مركز الهجوم، ولد في 29 مارس 1977 في أجوالفا كاسيم في البرتغال. لعب مع ريال سبورت كلوب ونادي أولهانينسي ونادي بوافيشتا ونادي جل فيسنتي ونادي فيتوريا سيتوبال ونادي فريموند ‏ وG.D. Igreja Nova ‏ ونادي سانتا كلارا وC.D. Olivais e Moscavide ‏.

## وصلات خارجية
- ريكاردو سيلفا (لاعب كرة قدم برتغالي) على موقع قاعدة بيانات كرة القدم.إي يو (الإنجليزية)